# Hakob Tonoyani anvan Sowpergavat' 2014
La Hakob Tonoyani anvan Sowpergavat' 2014 è stata la diciassettesima edizione della supercoppa armena di calcio.
L'incontro si giocò il 24 settembre 2014 nella capitale Erevan e venne disputato tra il vincitore del campionato, il Banants, e il vincitore della coppa, il P'yownik. Ad aggiudicarsi il titolo, per la prima volta nella sua storia, fu il Banants. 

## Tabellino
| Arbitro: | Baliyan (Erevan) |

|                                         |           |  |
| Poghosyan 14’ Nranyan 39’ Mashumyan 45’ | Marcatori |  |